# Hansenium chiltoni
Hansenium chiltoni är en kräftdjursart som först beskrevs av Stebbing 1905.  Hansenium chiltoni ingår i släktet Hansenium och familjen Stenetriidae. Inga underarter finns listade i Catalogue of Life.